# 岩手県道168号薄衣舞川線
岩手県道168号薄衣舞川線（いわてけんどう168ごう うすぎぬまいかわせん）は、岩手県一関市を通る一般県道である。

## 概要
北上川沿いを通る県道である。国道284号とは立体交差しており、当線とは接続しない。

### 路線データ
- 起点：一関市川崎町薄衣（岩手県道189号東和薄衣線交点）
- 終点：一関市舞川字中谷起（岩手県道14号一関北上線交点）

## 地理

### 通過する自治体
- 一関市

### 交差する道路
- 岩手県道189号東和薄衣線（起点）
- 岩手県道282号東山薄衣線（一関市川崎町薄衣）
- 岩手県道19号一関大東線（一関市舞川）
- 岩手県道14号一関北上線（終点）